# Richard Christopher Carrington
Richard Christopher Carrington (Londres, barri de Chelsea, Regne Unit, 26 de maig de 1826 - Churt, Surrey, Regne Unit, 27 de novembre de 1875) va ser un astrònom aficionat anglès que va descobrir la rotació diferencial del Sol mitjançant observacions de les taques solars en 1863.

## Vida i obra

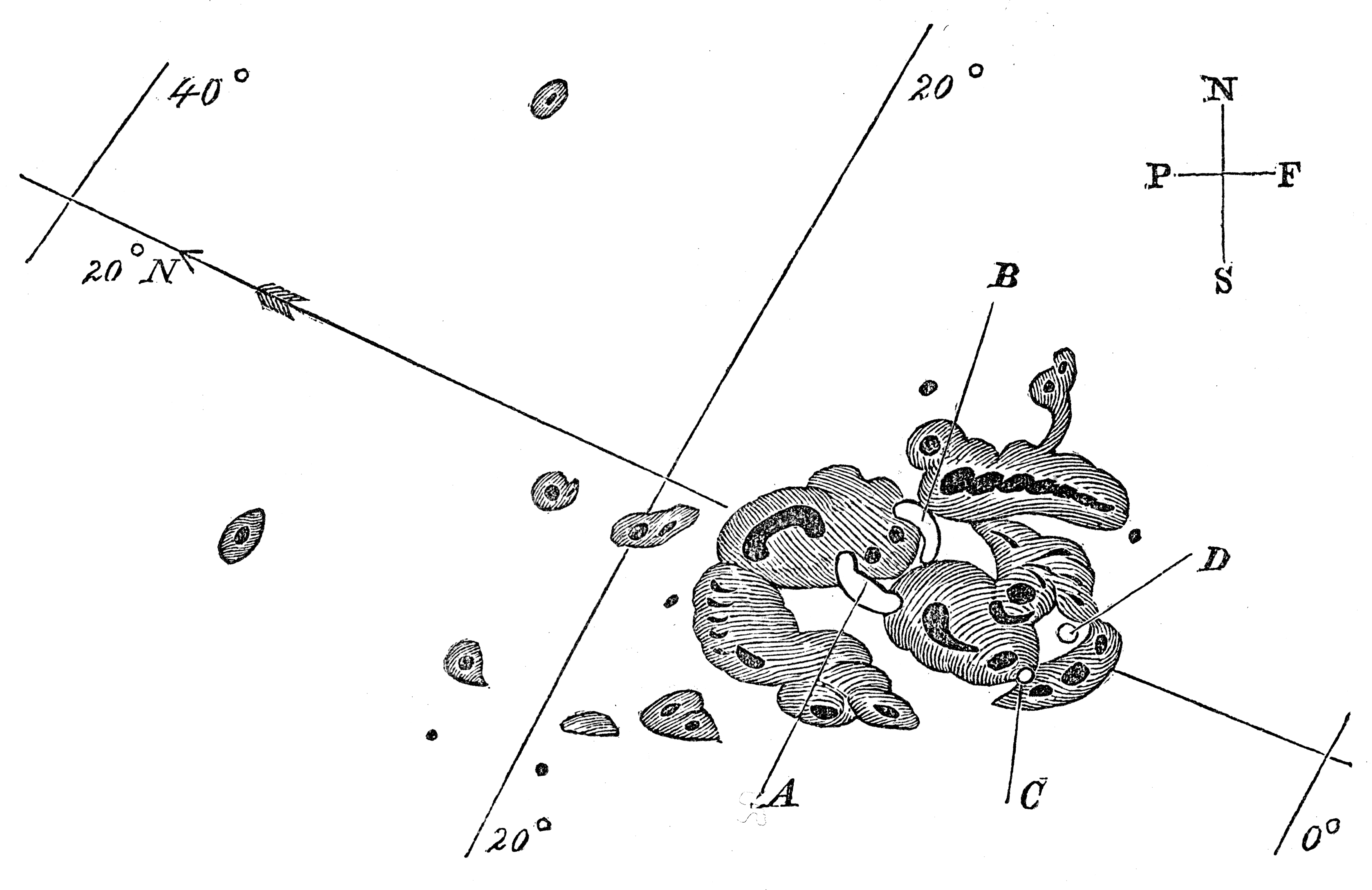
Taques solars l'1 de setembre de 1859 dibuixades per Richard Carrington

El 1859 Carrington i Richard Hodgson, un altre astrònom aficionat britànic, van observar de manera independent i per primera vegada una erupció solar. A causa d'un "pic" simultani registrat en el magnetòmetre del Real Jardí Botànic de Kew i a una tempesta geomagnètica detectada l'endemà, Carrington va sospitar l'existència d'una connexió de l'activitat magnètica solar-terrestre. Fins i tot encara que Carrington no descobrís el cicle d'activitat de les taques solars d'11 anys, les observacions de l'activitat d'aquestes taques que va realitzar després de saber dels treballs d'Heinrich Schwabe, van portar al fet que la numeració dels cicles es faci amb el seu nom. Per exemple, el màxim de taques de 2002 va ser el Cicle de Carrington número 23.
Carrington va determinar també els elements de l'eix de rotació del Sol, basant-se en els moviments de les taques solars, i els seus resultats segueixen encara avui en dia en ús en ple segle XXI. El 1990, la sonda Ulysses va ser llançada per a estudiar el vent solar des de les altes latituds solars, complementant totes les observacions anteriors, que s'havien realitzat en o prop del pla de l'eclíptica del Sistema Solar.
George Fitzgerald va suggerir més tard que la tempesta estava accelerada de forma regular des del Sol i que arriba a la Terra després de diversos dies.
Carrington va realitzar també les observacions inicials que van portar a l'establiment de la llei de Spörer. També va suggerir que hi ha un flux continu de partícules que es dirigeixen cap a l'exterior del Sol. És el que després es va denominar vent solar. Va guanyar la medalla d'or de la Reial Societat Astronòmica l'any 1859.
Va morir en 1875, als 49 anys d'edat, a causa d'una hemorràgia cerebral després que la seva esposa morís aquell mateix any.

## Reconeixements
- El cràter lunar Carrington porta aquest nom en el seu honor.